# Ricardo Aibéo
Ricardo Penha Aibéo (Lisboa, 14 de novembro de 1973) é um actor, encenador e realizador português.
Concluiu o Curso de Artes do Espectáculo na Escola Profissional de Artes e Ofícios do Espectáculo em 1996.
Estreou-se profissionalmente no teatro em 1996 com “Sonho de uma Noite de Verão” de William Shakespeare com encenação de João Perry. Desde então tem trabalhado frequentemente com o Teatro da Cornucópia, dirigido por Luis Miguel Cintra, onde interpreta peças de dezenas de autores, como Heiner Muller, Jean Genet, Camões, António José da Silva, Labiche, Lope de Vega, Bertolt Brecht, Fassbinder, Tchekov, Aristófanes, Arthur Shnitzler, Stravinsky, Jacob Lenz, Hölderlin, William Shakespeare, Gil Vicente, Beaumarchais, Federico Garcia Lorca, August Strindberg, entre outros. Nesta mesma companhia participa ainda em peças encenadas por Christine Laurent: “Dom João e Fausto” de Grabbe, “O Lírio” de Molnár (1999), “O Barba Azul” de Jean Claude-Biette (1996)  e “Os Gigantes da Montanha” de Luigi Pirandello (2008). Trabalhou ainda em peças encenadas por António Pires, como “Peter Pan” de J. M. Barrie e “Moby Dick” de Herman Melville no Teatro de S. Luiz e “Cancioneiro Gitano” de Federico Garcia Lorca, apresentado nas ruínas do Convento do Carmo e digressão internacional. Interpretou “Disney Killer” de Philip Ridley encenado por Sandra Faleiro no C.C.B.
No cinema participou como actor em filmes de de José Álvaro Morais, Manoel de Oliveira, João Botelho, Alberto Seixas Santos, Inês Oliveira, Valeria Sarmiento, Catarina Ruivo, Raquel Freire, Raoul Ruíz, Jorge Silva Melo, Manuel Mozos, Jean Claude-Biette, Manuela Viegas, Jorge Cramez, Daniel Blaufuks, Luis Fonseca, Carlos Braga, Jeanne Waltz, Rita Nunes, Joaquim Sapinho.
Tendo já anteriormente dirigido a performance “Wrestling” para o evento “Mega Store” no Armazém do Ferro, estreou-se na encenação em 2000 com “Hamlet” de Luis Buñuel, apresentado no Teatro da Cornucópia.  No mesmo local, encenou “Duas Farsas Conjugais” de Georges Feydeau, “César Anticristo” de Alfred Jarry e “Leôncio e Lena” de Georg Buchner. Dirigiu ainda “Gata Borralheira” de Robert Walser, apresentado no grande auditório da Culturgest.
Realizou a curta metragem “O Estratagema do Amor”, com produção Filmes do Tejo, que obteve o Prémio de Melhor Realizador no Festival de Cinema da Covilhã e o Prémio de Melhor Actriz (para Rita Durão) no Festival de Curtas Metragens de Vila do Conde. Realizou, em co-produção com a RTP, o filme documentário “A Ilha”, sobre o Teatro da Cornucópia. Assinou ainda a realização do filme “Miserere”, filmagem do espectáculo com o mesmo nome, construído a partir de textos de Gil Vicente, concebido e construído pelo Teatro da Cornucópia no Teatro Nacional D. Maria II. 

## Filmografia
- Quaresma (2003)
- Daqui p'rá Frente (2005)
- A Corte do Norte (2008)
- Filme do Desassossego (2010)
- O Estranho Caso de Angélica (2010)
- Peregrinação (2017)
- Amor Amor (2018)
- Ramiro (2018)

1. ↑  Perfil de Ricardo Aibéo no Cinema Português - Memoriale